# Кеулькут, Виктор Григорьевич
Кеульку́т, Ви́ктор Григо́рьевич (15 января 1929, село Туманское — 9 июня 1963, Ленинград) — первый профессиональный чукотский поэт.

## Биография
Родился 15 января 1929 года в селе Туманское Анадырского района (ныне село не существует: в 1953 году его жители переехали в село Алькатваам). Отцом Кеулькута был охотник-оленевод Аляно, а мать носила имя Неуыттына.
Закончил неполную среднюю школу, расположенную в посёлке Нигрин. С 1946 года учился в двухгодичной Анадырской школе колхозных кадров. По окончании школы три года работал зоотехником в колхозе «Передовик» (создан оленеводами села Туманская в 1930 году и просуществовал до 1953 года, когда влился в колхоз «Коммунист»), а затем служил в армии — на погранзаставе в бухте Провидения. Из армии посылал свои стихи в редакцию выходившей на чукотском языке окружной газеты «Советкэн Чукотка» (Советская Чукотка), и в 1954 году газета напечатала его первое стихотворение «Летом».
Демобилизовавшись в 1954 году, Кеулькут переехал в Анадырь и стал сотрудником газеты «Советкэн Чукотка». Стихи Кеулькута появляются на страницах выходящих на Дальнем Востоке газет и литературных альманахов — как на чукотском языке, так и в переводах на русский язык, сделанных различными местными поэтами (в частности, магаданской поэтессой Лидией Соловьёвой, которая позднее стала женой Кеулькута).
В 1957 году Кеулькут поступил на учёбу в Литературный институт имени А. М. Горького, но закончить его не смог. В составе делегации чукотской молодёжи летом 1957 года принимал участие в работе VI Всемирного фестиваля молодёжи и студентов. В 1961—1963 годах учился на Высших литературных курсах Союза писателей в Москве.
Умер 9 июня 1963 года в Ленинграде, где и похоронен.

## Творчество
Тихо в тундре на рассвете —

Даже речка не шумит,

Даже сам бродяга-ветер

Лапы вытянул и спит.

Тихо в тундре. Тонкий, робкий,

В лужах стынет синий лёд.

…Из-за самой дальней сопки

Солнце рыжее встаёт.
В 1955 году стихи Виктора Кеулькута появились (в русском переводе) на страницах «Литературной газеты» и были опубликованы в столичных журналах. В 1958 году в Магадане вышел сборник его стихов «Гымнин Чукотка» (Моя Чукотка; наряду со оригинальными текстами стихов Кеулькута на чукотском языке в книгу вошли и их переводы на русский, сделанные Лидией Соловьёвой). В том же году — в московском издательстве «Молодая гвардия» был опубликован (в переводе на русский язык, сделанном известным поэтом Н. К. Старшиновым) его сборник стихов «Пусть стоит мороз». Оба сборника получили высокую оценку читателей и критики; привлекая читателя задушевностью, художественной простотой и лиризмом, стихи Кеулькута несут в себе чувства искренней любви и преданности родному краю. 
Кеулькут, впрочем, не оставался добрым и тихим, когда сталкивался со злом, несправедливостью или неуважительным отношением к Северу. Известность получило его гневное стихотворение «Это неправда!», направленное против хулителей Севера — тех, кто видит на Чукотке одни неудобства и трудности.
Кеулькут перевёл на чукотский язык книгу рассказов А. П. Чехова, был автором-составителем «Русско-чукотского разговорника» (издан в 1958 году). 
Успешно продолжал работать Кеулькут в поэзии и в начале 1960-х годов. Он стал автором многочисленных стихотворений на чукотском языке, в том числе детских. В своих произведениях он изображал природу Чукотки, жизнь охотников и оленеводов; его стихи — это и поэтическое открытие Чукотки, и романтика трудовых буден, и любовная лирика. В 1963 году в Магадане вышел новый сборник стихотворений Кеулькута «Иле люн’ынкитэвэ» (Дождь не мешает); в 1966 году — уже после смерти поэта — в московском издательстве «Советская Россия» был издан (в русском переводе) сборник «Солнце над Чукоткой». Ещё один сборник — «Тиркык’ымчучьын» (Солнечный луч) — был издан в 1982 году.

## Память
С января 1979 года в городе Анадыре проводятся Кеулькутовские чтения, ставшие со временем ежегодными. Формы их проведения отличались разнообразием: они включали традиционные литературные вечера, конкурсы чтецов, поэтические радиопостановки, детские театрализованные представления, литературоведческие дискуссии, круглые столы, литературные викторины на знание творческого наследия Кеулькута.
В начале 2000-х годов в репертуар государственного чукотско-эскимосского ансамбля песни и танца
«Эргырон» вошла песня «Прислушайся!». Текстом послужило одноименное стихотворение Виктора Кеулькута, положенное на музыку анадырским музыкантом Максимом Васильевым. Проникновенная и светлая, эта песня полюбилась зрителям и стала украшением любого концерта ансамбля.

## Публикации
- Кеулькут В. Г.  Русско-чукотский разговорник. — Магадан: Магаданское книжное изд-во, 1958. — 54 с.
- Кеулькут В. Г.  Гымнин Чукотка. — Магадан: Магаданское книжное изд-во, 1958. — 115 с.
- Кеулькут В. Г.  Пусть стоит мороз. — М.: Молодая гвардия, 1958. — 62 с.
- Кеулькут В. Г.  Иле люн’ынкимэвэ. — Магадан: Магаданское книжное изд-во, 1963. — 63 с.
- Кеулькут В. Г.  Солнце над Чукоткой. — М.: Советская Россия, 1966. — 110 с.
- Кеулькут В. Г.  Тиркык’ымчучьын. — Магадан: Магаданское книжное изд-во, 1982. — 16 с.